# Rafał Kaczor
Rafał Kaczor (* 6. August 1982 in Legnica, Polen) ist ein ehemaliger polnischer Boxer und Teilnehmer der Olympischen Spiele 2008 im Fliegengewicht.

## Boxkarriere
Rafał Kaczor trainierte unter anderem in den Clubs AKS Strzegom, PKB Posen und Boks Team Wałbrzych. Er wurde 2004, 2006, 2007, 2008, 2009, 2010 und 2012 Polnischer Meister im Fliegengewicht, zudem gewann er 2009 und 2012 jeweils das internationale Feliks Stamm Tournament in Polen.
Bei den Weltmeisterschaften 2007 in Chicago qualifizierte er sich mit dem Erreichen des Viertelfinales für die Olympischen Spiele 2008 in Peking, wo er in der Vorrunde gegen den Asienmeister Mirat Sarsenbayev ausschied.
Im Juni 2008 gewann er die Goldmedaille bei den EU-Meisterschaften in Władysławowo. Er besiegte dabei Vincenzo Picardi und Khalid Yafai. Zudem war er jeweils Viertelfinalist der EU-Meisterschaften 2004 in Madrid und der Europameisterschaften 2008 in Liverpool.
2013 und 2014 bestritt er drei Profikämpfe, von denen er zwei gewann.